# Raymond de La Porte
Turiaf Marie Raymond La Porte, né le 10 septembre 1857 à Versailles (Yvelines, France) et mort le 9 juin 1926 à Paris, France), est un homme d'Église français des XIXe et XXe siècles. Il est évêque du Mans de 1912 à 1917.

## Biographie
De souche nobiliaire, Raymond de La Porte est le fils d'Augustin Marie Fernand de La Porte et Marie Marthe Alexandrine de Cappot. Après des études au Lycée Hoche puis au grand séminaire de Versailles, il est ordonné prêtre pour le diocèse de Versailles et nommé vicaire à Brunoy puis aumônier à l'établissement scolaire Saint-Nicolas d'Igny. Par la suite il devient en 1885 vicaire à la paroisse Notre-Dame de Versailles puis professeur de philosophie au petit séminaire de Versailles en 1900.
En 1906, Charles Gibier, évêque de Versailles, le choisit pour vicaire général. Nommé curé doyen de Notre-Dame de Versailles le 5 juillet 1912, il ne peut prendre cette charge, étant parallèlement nommé évêque du Mans.
Sacré le 9 octobre 1912 par Gibier, Pierre-Louis Péchenard, évêque de Soissons qu'il avait remplacé comme président de l'Alliance des Grands Séminaires, et Olivier de Durfort de Civrac, évêque de Poitiers, il ne reste qu'un peu plus de cinq ans à la tête du diocèse manceau. Son épiscopat se caractérise essentiellement par une attention particulière aux questions d'enseignement, de formation du clergé, et de soutien aux prêtres et séminaristes mobilisés au cours du premier conflit mondial. De santé précaire, La Porte résigne sa charge en novembre 1917 et exerce diverses fonctions à Rome (procure des religieux de Picpus, consulteur de la Congrégation des Sacrements).

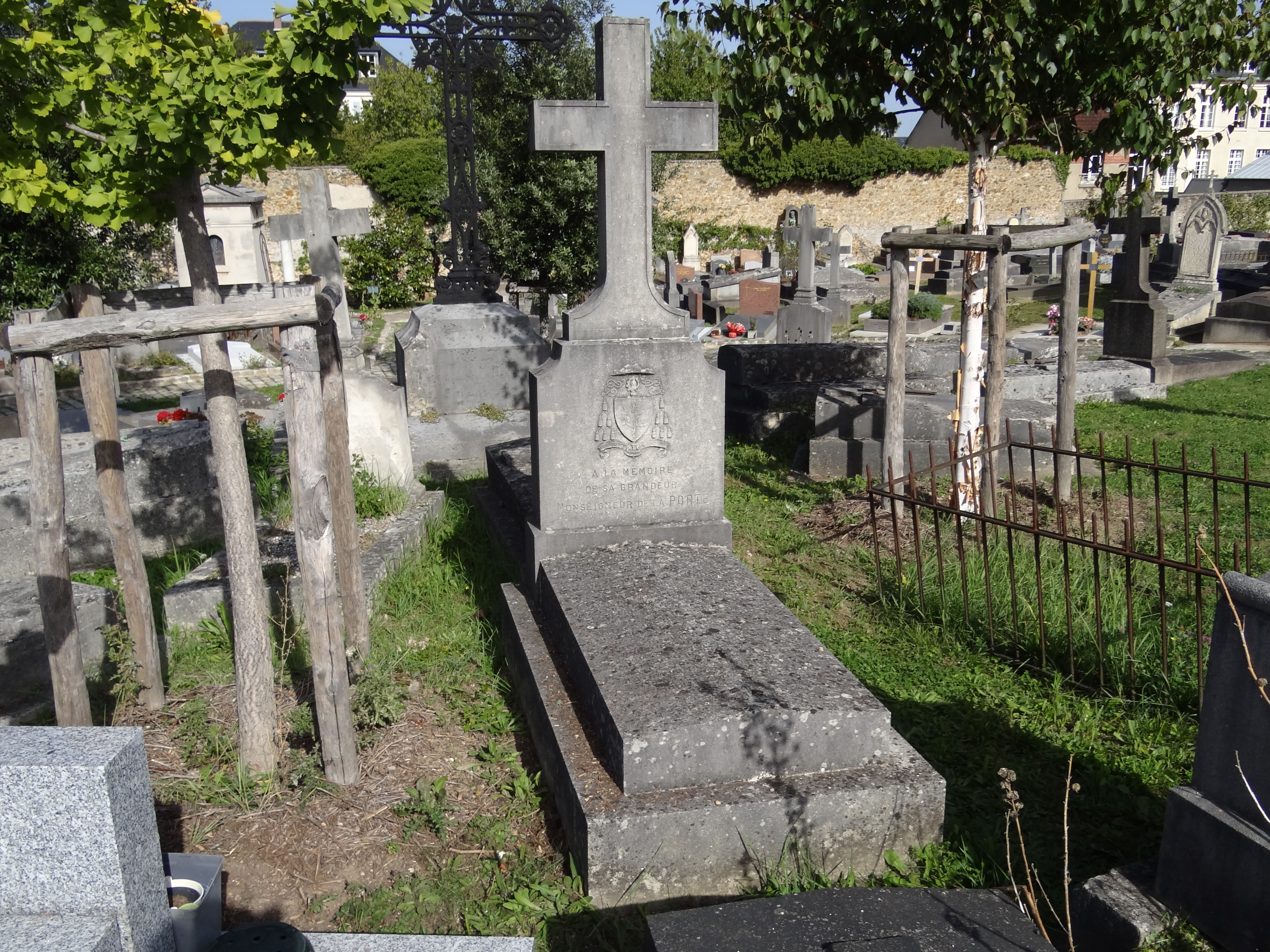
La tombe de Raymond de La Porte au cimetière Saint-Louis à Versailles (Yvelines).

Il meurt le 9 juin 1926 au couvent des Augustines de Notre-Dame du Bon pasteur à Paris. Il est inhumé dans le rond-point des prêtres au cimetière Saint-Louis à Versailles.

## Armes
De pourpre à l'olivier arraché d'argent.